# Берёзовая (приток Ушайки)
Берёзовая — река в России, протекает по Томской области. Устье реки находится в 63 км по правому берегу реки Ушайка. Длина реки составляет 10 км. Левый приток — Таловка.

## Данные водного реестра
По данным государственного водного реестра России относится к Верхнеобскому бассейновому округу, водохозяйственный участок реки — Томь от города Кемерово и до устья, речной подбассейн реки — Томь. Речной бассейн реки — (Верхняя) Обь до впадения Иртыша.